# 棘羅麗鯛
棘羅麗鯛又名始麗魚，為輻鰭魚綱䲁形目麗魚科羅麗鯛屬的其中一種，分布於中美洲瓜地馬拉Izabal湖流域，體長可達11公分，棲息在中底層水域，生活習性不明。

## 擴展閱讀
- 維基物種上的相關：始麗魚